# Ramesch Daha
Ramesch Daha (persisch رامش داها; * 1971 in Teheran, Iran) ist eine österreichische Künstlerin iranischer Herkunft. Seit 2021 ist sie Präsidentin der Wiener Secession.

## Leben und Wirken
Ramesch Daha flüchtete 1978 vor der Islamischen Revolution und dem erstarkten Fundamentalismus von Teheran nach Wien, der Heimatstadt ihrer Mutter. Im Alter von 19 Jahren wurde sie Privatschülerin von Georg Eisler. Nach ihrer Matura 1991 und Studienreisen in Vancouver, London und Berlin begann sie ein Studium der Malerei an der Akademie der bildenden Künste Wien bei Arik Brauer und Hubert Schmalix, das sie 1998 mit Auszeichnung abschloss. 

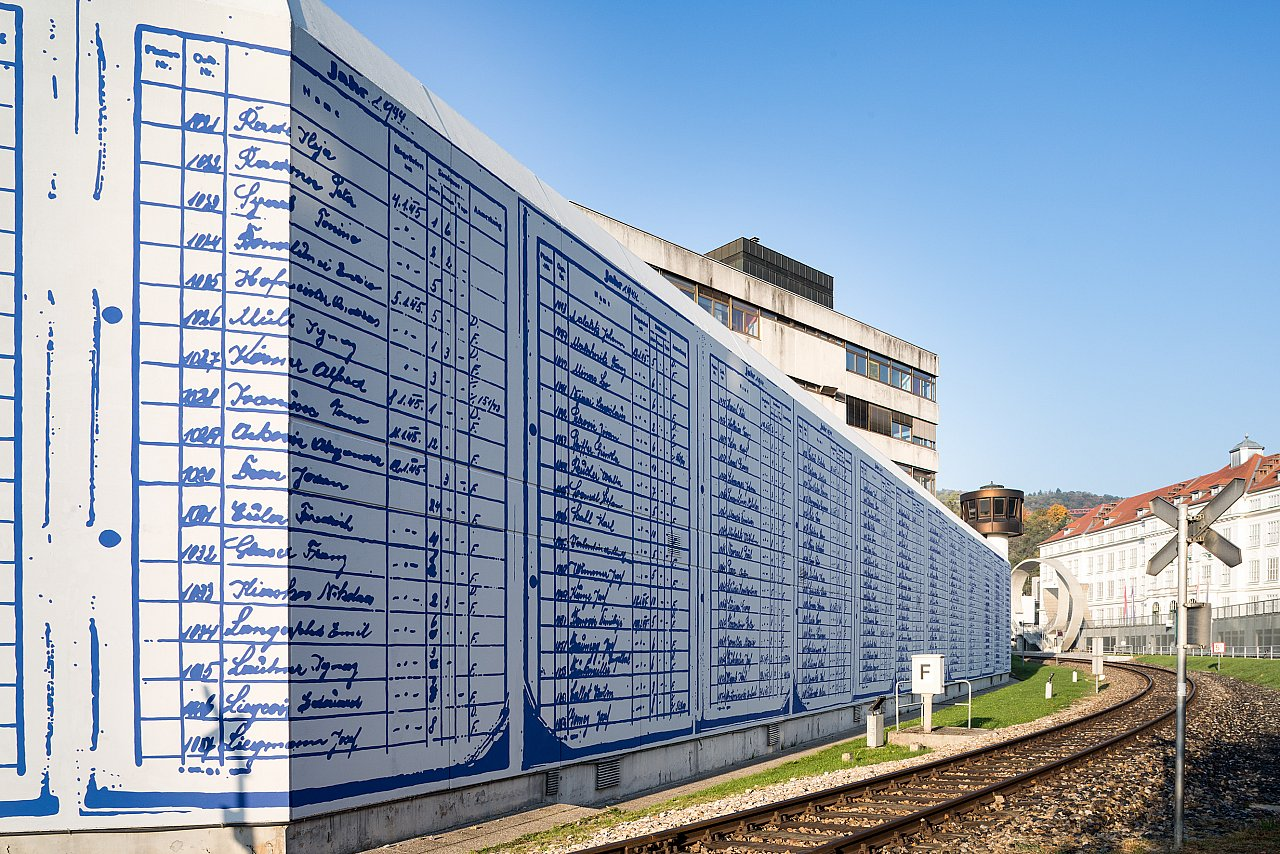
06.04.1945, Gefängnismauer der JA Stein, Wandmalerei 100 × 7 Meter (2018)

Ramesch Dahas Arbeiten wurden in zahlreichen internationalen Einzel- und Gruppenausstellungen gezeigt u. a. in Index Stockholm, Kunsthalle Exnergasse Wien, Biennale di Venezia, 21er Haus Wien, Austrian Cultural Forum New York und im Kunstpavillon München. Im Jahr 2023 realisierte sie das Mahnmal Todesmarsch, welches der auf sogenannten Todesmärschen bei Eisenerz ermordeten Juden gedenkt. Bereits einige Jahre zuvor schuf sie das Mahnmal 06.04.1945 an der Gefängnismauer der Justizanstalt Stein, das an die Opfer des Massakers im Zuchthaus Stein von 1945 erinnert.
Ihre Werke befinden sich in privaten und öffentlichen Sammlungen, unter anderem in der Albertina Wien, dem Joanneum Graz, dem Kupferstichkabinett der Akademie der bildenden Künste Wien, der Kunstsammlung der Stadt Wien, Artothek des Bundes, der Kunstsammlung der Bank Austria und der diethARdT collection. Internationale Anerkennung erlangte Daha mit ihrer als „work in progress“ angelegten Serie Victims 9/11, in der sie versucht, alle Opfer der Terroranschläge vom 11. September 2001 durch individuelle Porträts dem Vergessen zu entreißen.
Daha ist seit 2014 Mitglied der Wiener Secession und wurde 2021 zu deren Präsidentin gewählt. Sie ist Mutter von zwei Söhnen (* 1998, * 2001) und lebt und arbeitet in Wien.

## Ausstellungen

### Einzelausstellungen
- 2020: Unlimited History – Sigmund Klein, Index, Stockholm
- 2018: 1933, Jüdisches Museum Augsburg Schwaben, Augsburg
- 2018/19: Unlimited History, Nagel Draxler Kabinett, Berlin
- 2017: Unlimited History, Austrian Cultural Forum, New York City
- 2016: Unlimited History, Parallel Vienna, Wien
- 2014: Somewhere in Iran, Werkstadt Graz, Graz
- 2011: Unlimited History, Ve.sch, Wien
- 2009: 32°N/53°E, Galerie Bleich-Rossi, Wien
- 2009: Victims 9/11, Galerie Bleich-Rossi, Wien
- 2007: no comment, Galerie Bleich-Rossi, Wien
- 2005: Paintings, Galerie Bleich-Rossi, Graz
- 2004: Victims 9/11, Sotheby’s, Wien

### Gruppenausstellungen (Auswahl)
- 2024: „Trilogie der Töchter. Kapitel I: Matriarchat“, Taxispalais – Kunsthalle Tirol, Innsbruck
- 2023: „Sterblich sein“, Dommuseum Wien, Wien

- 2023: „Simurg. Zehn Künstlerinnen aus Iran“, kuratiert von Basak Senova, Galerie Crone, Berlin
- 2023: „On the road“, Künstlerhaus Wien, Wien
- 2021: „Kulturpreise des Landes Niederösterreich 20, DOK“, Niederösterreich
- 2020: „The Invented History“, KINDL – Zentrum für zeitgenössische Kunst, Berlin
- 2020: „Gesichter und Masken der Flucht“, Landesgalerie Niederösterreich, Krems
- 2019: „Climbing Through the Tide Kamel“, Lazaar Foundation Biennial, Tunis, Tunesien
- 2019: „Titos Bunker“, kuratiert von Basak Senova, Bosnien und Herzegowina
- 2018/19: „CrossSections_Potentials“, Helsinki, Stockholm, Wien
- 2017/18: „NSK State Pavilion – Thinking Europe“, Wiener Festwochen, Biennale di Venezia, Wien, Venedig
- 2016: „Where are we now?“, Franz Josefs Kai 3, Wien
- 2016: „Unheimliche Materialien. Gründungsmomente der Kunsterziehung“, Akademie der bildenden Künste Wien, Wien
- 2016: „Nouvelles de l’Île des Bienheureux Art & Culture en Autriche depuis le 19e siècle“, Musée du Château des ducs de Wurtemberg, Montbéliard, Frankreich
- 2015: „Der Menschheit Würde“, MUSA, Wien, Sarajevo, Brünn
- 2015: „raus hier“, Kunstpavillon München
- 2014: „Meeting Points 7“, 21er Haus Wien, Wien
- 2014: „Fragile Hands“, kuratiert von Shaheen Merali, Heiligenkreuzerhof Wien
- 2012: „Montag ist erst übermorgen“, Akademie der bildenden Künste Wien, Wien
- 2012: „The World is Moving – Migration As A Chance For Cultural Development“, Bundesministerium für Bildung, Wissenschaft und Forschung, Planetarium Nischnij Nowgorod, Russland
- 2010: „The Stalking of Absence (vis-a-vis Iran)“, kuratiert von Shaheen Merali, Tokyo Gallery, Tokio
- 2007: „wann immer vorerst“, Bank Austria Kunstforum Wien, Wien

### Kunst im öffentlichen Raum

#### Realisierungen
- 2023: Todesmarsch, in Zusammenarbeit mit Architekturkollektiv AKT, Kunst im öffentlichen Raum Steiermark, Eisenerz
- 2018: 06.04.1945, Gestaltung der Gefängnismauer der Justizanstalt Stein, Krems

#### Wettbewerbe
- 2023: Bertha-von-Suttner-Platz, in Zusammenarbeit mit Jun Yang, Wettbewerb zur permanenten, künstlerischen Kontextualisierung des Dr. Karl Lueger-Denkmals, Wien

- 2023: In Schwärmen, Grundschule Harlaching, München

- 2022: Balkensturz, in Zusammenarbeit mit Architekturkollektiv AKT, Neues Landhaus, Innsbruck (2. Platz)

## Auszeichnungen
- 2020: Niederösterreichischer Kulturpreis (Anerkennungspreis) – k’20
- 2015: Gmoser Preis, Secession Wien
- 2010: Förderpreis der Stadt Wien für bildende Kunst
- 2005: Österreichisches Staatsstipendium

## Publikationen

### Bücher
- 2020: Unlimited History_Sigmund Klein, Revolver Verlag
- 2017: Unlimited History, Revolver Verlag

### Editionen
- 2020: Letters of Sigmund Klein, Faksimile Auflage, 22 Stück

- 2016: Unlimited History/Research Diary, Faksimile Auflage, 13 Stück

### Kataloge
- 2016 & 2017: Eikon. International Magazine for Photography and Media Art
- 2014: Fragile Hands, kuratiert von Shaheen Merali
- 2014: Meeting Points 7, 21er Haus, Wien
- 2014: Der Menschheit Würde, MUSA Wien
- 2012: The World Is Moving, Bundesministerium für Unterricht, Kunst und Kultur
- 2010: The Stalking of Absence, Tokyo Gallery
- 2007: wann immer vorerst, Kunstforum Wien
- 2007: no comment, Galerie Bleich-Rossi
- 2005: paintings, Galerie Bleich-Rossi
- 2004: Victims 9/11, Galerie Bleich-Rossi